# Vanilla Twilight
"Vanilla Twilight"là ca khúc của Owl City. Bài hát phát hành như đĩa đơn thứ hai từ album thứ hai của anh Ocean Eyes, mặc dù ca khúc đứng trên các bảng xếp hạng trước ngày phát hành đĩa đơn do việc phát hành album.

## Bảng xếp hạng
Vào ngày 7 tháng 11 năm 2009, cùng tuần"Fireflies"đạt #1,"Vanilla Twilight"nhảy bước đầu tiên lên #95 tại Billboard Hot 100. It has since re-entered and peaked on the Hot 100 at #72."Vanilla Twilight"xuất hiện lần đầu trên Australian Singles Chart tại #50 vào cuối tuần, ngày 11 tháng 1 năm 2010, đồng thời với"Fireflies"giữ vững vị trí #1. Sau khi phát hành Ocean Eyes,"Vanilla Twilight"vào UK Singles Chart tại vị trí #94, trở thành đĩa đơn thứ hai liên tiếp có mặt trong UK Top 100.
| Bảng xếp hạng (2009-2010)        | Vị trí cao nhất |
| -------------------------------- | --------------- |
| Australian Singles Chart         | 44              |
| Belgian Singles Chart (Flanders) | 13              |
| Canadian Hot 100                 | 74              |
| Danish Singles Chart             | 24              |
| Hà Lan (Dutch Top 40)            | 24              |
| New Zealand Singles Chart        | 36              |
| UK Singles Chart                 | 94              |
| U.S. Billboard Hot 100           | 72              |